# Jordi de Mitilene
Jordi de Mitilene (en llatí Georgius Mytilenaeus), segurament nascut a Mitilene, fou un escriptor religiós grec autor d'una homilia anomenada In Salutiferam D. N. Jesu Christi Passioneem. Una obra sobre el mateix tema és atribuïda a un Jordi de Metimna i alguns suposen que és el mateix autor.
També apareix per la mateix època un bisbe metropolità de Mitilene de nom Jordi que probablement és el mateix personatge, i que és autor de les obres Davidis et Symeonis Confessorun et Martyrum Officium i Eorundem Vita ac Historia.